# Atherigona nigrithorax
Atherigona nigrithorax är en tvåvingeart som beskrevs av Stein 1906. Atherigona nigrithorax ingår i släktet Atherigona och familjen husflugor.
Artens utbredningsområde är Togo. Inga underarter finns listade i Catalogue of Life.